# ITunes Connect
iTunes Connect — сервіс Apple, який виробники можуть використовувати для розповсюдження музики, подкастів, фільмів та телевізійних програм серед споживачів у iTunes Store та електронних книг серед покупців у Apple Books.

## App Store Connect
Зареєстровані розробники могли використовувати iTunes Connect для публікації програм в App Store та Mac App Store до червня 2018 року, коли Apple запустила спеціальний сервіс App Store Connect. 

## Особливості
Як iTunes Connect, так і App Store Connect дозволяють користувачам додавати метадані до елементів, визначати, в яких країнах доступні товари, переглядати звіти про продажі та співпрацювати над тими ж проєктами, додаючи членів команди. 